# Продукция Бритни Спирс
Бритни Спирс выпустила четыре книги, в том числе Подарок матери (A Mother’s Gift), 11 DVD-дисков, включая реалити-шоу Britney & Kevin: Chaotic, куклу, компьютерную игру, мобильную игру а также участвовала в семи турах. Она заработала более 385 миллионов долларов с продаж билетов и ещё свыше 235 миллионов в турах, больше, чем какой бы то ни было другой артист за всю историю. Кроме того, Бритни заработала более 370 миллионов долларов с продаж альбомов, более 1 миллиарда за записи и свыше 220 млн за синглы.
Спирс подписала своё имя под духами Curious, за которые она получила 52 млн долларов. За год продаж продукт принёс более 195 млн долларов, более 182 миллионов флаконов было продано. Curious стал самым продаваемым ароматом 2004 и одним из самых продаваемых парфюмов за всю историю. На апрель 2008 было продано свыше 578 млн флаконов духов. Преследуя успех Curious, Спирс совместно с Элизабет Арден выпустили новый аромат Fantasy в сентябре 2005. В апреле 2006 Спирс запустила Curious: In Control в качестве ограниченного издания духов. В 2006 также был выпущен аромат Midnight Fantasy. 24 сентября 2007 стало датой выпуска новой коллекции духов Believe, которая стала пятой за три года. Она выпустила свой шестой парфюм Curious Heart в январе 2008. Уже сейчас продано более 30 млн флаконов. Бритни Спирс заработала на духах более 845 млн долларов и продала более 785 млн флаконов по всему миру, что сделал Спирс лучшим создателем и продавцом духов за всю историю индустрии.
С 1998 до 2008 Спирс заработала более 3,6 миллиардов долларов.

## Книги

### От сердца к сердцу (Heart to Heart)
- Автор: Бритни Спирс и Линн Спирс
- Страна: США
- Язык: английский
- Жанр: Non-fiction
- Издатель: Three Rivers Press (9 мая 2000)
- Страниц: 144 стр.
- ISBN 978-0-609-80701-9

Heart-to-Heart — книга, написанная поп-певицей Бритни Спирс и её матерью Линн Спирс. Она базируется на её дороге к славе, её окружении, семье и о том, что Бритни считает важным. В неё также включены никем невиденные ранее фотографии, несколько историй от самой Спирс о её выступлениях, наградах и др.
Книга стала бестселлером в 2000.

### Подарок матери (A Mother’s Gift)
- Автор Бритни Спирс и Линн Спирс
- Страна США
- Язык Английский
- Жанр Художественная литература
- Издатель Delacorte Books for Young Readers
- Дата выпуска 10 апреля 2001
- Страницы 240 стр.
- ISBN 0-385-72953-7

A Mother’s Gift — роман, написанный поп-певицей Бритни Спирс и её матерью Линн Спирс. Эта книга стала их второй работой. Это история о четырнадцатилетней девочке из маленького города. Она получает известие о принятии её в очень престижную школу искусств, где и развивается история. Книга вскоре была переделана для сценария телевизионного фильма Brave New Girl. Однако сюжет был радикально изменён.

### Подмостки (Stages)
- Автор Бритни Спирс и Шерил Берк
- Страна США
- Язык Английский
- Жанр Фотография
- Издатель NVU Editions/Team Power Publishing
- Дата выпуска декабрь 2002
- Страницы 103 стр.
- ISBN 978-0-9724575-0-7

Stages — это книга, написанная Бритни Спирс и DVD о её туре Dream Within a Dream Tour. Это книга размера больше обычного с высококачественными фотографиями поп-звезды, выступающей на сцене. Книга была выпущена в 2002.

## Официальные DVD
| Год  | Информация о DVD | Содержание |
| ---- | --- | --- |
| 1999 | Time Out with Britney Spears - Дата выпуска: 29 ноября 1999 - Первый DVD Сертификации: - США: 3x Платиновый - Канада: Золотой                                                                                     | - Видеоклипы - Игра - Фотографии - За кулисами - Биография (текст)                                                           |
| 2000 | Live and More! - Дата выпуска: 21 ноября 2000 - Первый Live DVD Сертификации: - США: 3x Platinum | - Видеоклипы - Запись из Waikiki Beach - Фотографии                                                                          |
| 2001 | Britney: The Videos - Дата выпуска: 20 ноября 2001 - Второй Live DVD Сертификации: - США: 2x Platinum | - Видеоклипы - Живые выступления - За кулисами                                                                               |
| 2002 | Live from Las Vegas - Дата выпуска: 22 января 2002 - Третий Live DVD Сертификации: - США: 2x Платиновый - Франция: 1x Платиновый (20,000)                                                                         | - Full HBO Concert Special - Запись концертного турне Dream Within a Dream Tour - Видеоклипы                                 |
| 2004 | In the Zone - Дата выпуска: 6 апреля 2004 - Четвёртый Live DVD Сертификации: - США: 1x Платиновый - Франция: 1x Платиновый (20,000)                                                                               | - «In the Zone» ABC Concert Special - 2 видеоклипа - 2 живых выступления - Интервью - Бонусный CD - Фотографии               |
| 2004 | Live From Miami - Дата выпуска: 2004 - Пятый Live DVD | - Запись концертного турне The Onyx Hotel Tour                                                                               |
| 2004 | Greatest Hits: My Prerogative - Дата выпуска: 9 ноября 2004 - Первый сборник Greatest hits DVD Сертификации: - США: 2x Платиновый                                                                                 | - 20 видеоклипов - Альтернативные варианты некоторых видео - Бонусы - Съемки от Бритни за кулисами. - Toxic [Караоке версия] |
| 2005 | Britney & Kevin: Chaotic - Дата выпуска: 27 сентября 2005 - Первое реалити-шоу Рейтинг: - Сингапур: PG - Австралия: M - Великобритания: 15                                                                        | - 5 эпизодов - 2 видеоклипа - Создание видео «Someday (I Will Understand)» - Бонусный CD - Фотографии                        |
| 2009 | Britney: For the Record - Дата выпуска: 7 апреля 2009 - Первый документальный DVD | - 6 ремиксов - Бонусный материал                                                                                             |
| 2009 | The Singles Collection - Дата выпуска: 10 ноября 2009 - Стандартное издание сборника The Singles Collection (Box Set) - Дата выпуска: 10 ноября 2009 - Расширенное издание сборника - Первый сборник всех синглов | - 18 треков - 16 видеоклипов - Каждый сингл в индивидуальной упаковке - 27 видеоклипов                                       |
| 2011 | The Femme Fatale Tour - Дата выпуска: 21 ноября 2011 - Шестой Live DVD - Первый Live снятый в формате 3D | - Запись концерта в Торонто - 4 видиеклипа                                                                                   |

## Игрушки/игры

### Кукла
Кукла Бритни Спирс — это кукла, сделанная по подобию суперзвезды поп-музыки Бритни Спирс. Это одна из самых популярных кукол знаменитостей в мире.
В 1999 компания Play Along Toys выпустила куклу Бритни Спирс с различной одеждой, макияжем и причёсками из её концертов, фотосъёмок и видеоклипов. Компания Yaboom Toys также выпустила поющую куклу Бритни Спирс, которая «пела» по нажатии на клавишу.
В январе 2019 года компания "Pop Rocks" выпустила куклу Бритни из серии «Funko Pop!». Дизайн фигурки представляет собой костюм с выступления на VMA's в 2001 году c песней I'm a Slave 4 U. (Легендарная змея прилагается).

### Компьютерная игра
Britney’s Dance Beat — это музыкальная электронная игра для одного или двух игроков, в которой были песни и видео Бритни Спирс. Сюжет игры заключается в том, что игроки должны пройти отбор в качестве танцоров на тур Спирс. Движок игры базирован на Enix’s Dance Summit 2000. Геймплей заключается в своевременном нажатии клавиш под музыку.
Игра содержит пять песен: «…Baby One More Time», «Oops!… I Did It Again», «Stronger», «Overprotected» и «I'm a Slave 4 U». Успешная игра открывает бонусное видео: видеоклипы и съёмки из-за кулис.
Игра под таким же именем была выпущена для Game Boy Advance и PC.

### Мобильная Игра
Britney Spears: American Dream — это онлайн игра для мобильных устройств (android и ios) выпущенная компанией Glu Games Inc в 2016 году. Сюжет игры заключается в том, в начале своего пути игрок знакомится с Бритни, которая помогает ему наладить нужные связи в сфере шоу-бизнеса. Игрок выступает на сцене, снимает клипы, выпускает свою музыку и создает обложки для своих синглов, которые впоследствии «продаются» в общем онлайн чарте. Игрок может менять имидж и открывать свою студию, в которой может подписывать новых игроков.
Игра обновлялась 9 раз, последнее вышло в 2017 году, после чего компания Glu Games Inc прекратила поддержку.
По мере обновления игры добавлялись новые задания и локации:
- Добавлена локация Лас Вегас c театром Axis в Planet Hollywood (отсылка к резиденции Бритни «Piece of me») и ресторан Kio.
- Культовые костюмы Бритни Спирс.
- Система бонусов и подарков.
- Эксклюзивные предметы от Juicy Couture.
- Бесплатные бонусы и призы каждый день, крути колесо фортуны.
- Добавлена локация Нью Йорк
- Добавлена локация Рио-де-Жанейро.

Во время запуска промо кампании сама Бритни принимала участие в промо ролике.
Во время заставок звучат инструментальные версии песен Бритни.
Игра имеет категорию +12.
В магазине приложений Google Play игру скачали более миллиона раз.

## Парфюмерия
| Название                      | Дата выпуска / Заголовки / Награды / Факты |
| ----------------------------- | --- |
| Curious                       | Дата выпуска: сентябрь 2004 Заголовок: «Do you dare?» — «Осмелишься?» - Для промо был снят рекламный ролик - Один из самых продаваемых ароматов Бритни - Лучший аромат 2004 - Consumer’s Choice Awards — Miscellaneous Awards 2005 - Best Woman Fragrance- Fragrance Foundations 2005 - Best Fragrance — Glammy Awards 2006 - Best Fragrance — Glammy Awards 2008 - Любимый аромат по версии журнала Glamour 2009 - Аромат был продемонстрирован в клипах «Circus», «Criminal». |
| Fantasy                       | Дата выпуска: 15 сентября 2005 Заголовок: «Everybody has one.» — «Есть у каждого.» - Для промо был снят рекламный ролик - За первые три месяца продаж парфюма по всему миру было заработано $30 миллионов долларов. - Cosmopolitan Fragrance — Awards Best Celebrity Fragrance For Women — Readers' Award 2011 - Один из самых продаваемых ароматов Бритни - Аромат был продемонстрирован в клипах «Circus», «Criminal», «Work B**ch» и «Perfume».                              |
| Curious: In Control           | Дата выпуска: 16 апреля 2006 Заголовок: «Are you?» — «А ты?» - Для промо был изменён рекламный ролик Curious - Один из самых продаваемых ароматов Бритни |
| Midnight Fantasy              | Дата выпуска: декабрь 2006 Заголовок: «Magic Begins at Midnight.» — «Магия начинается в полночь» - Для промо был снят рекламный ролик - Один из самых продаваемых ароматов Бритни |
| Believe                       | Дата выпуска: 24 сентября 2007 Заголовок: «The greatest freedom is to believe in yourself.» — «Величайшая свобода — вера в себя» - Аромат был продемонстрирован в клипе «Circus» и «Radar». |
| Curious Heart                 | Дата выпуска: январь 2008 Заголовок: «Live yours to the fullest.» — «Живи в полную силу.» - В 2008 году ко дню Святого Валентина компания Elizabeth Arden выпустила оригинальные духи Curious в новой упаковке и назвала эту лимитированную версию Curious Heart. |
| Hidden Fantasy                | Дата выпуска: январь 2009 Заголовок: «What do you have to hide?» — «Тебе есть что скрывать?» - Один из самых продаваемых ароматов Бритни |
| Circus Fantasy                | Дата выпуска: сентябрь 2009 Заголовок: «Where Nothing is what it seems» — «Где всё — не то, чем кажется» - Аромат был использован в клипе «3» |
| Radiance                      | Дата выпуска: сентябрь 2010 Заголовок: «Choose your own destiny» — «Выбери свою собственную судьбу» - Для промо был снят рекламный ролик - Аромат был продемонстрирован в клипах «Hold It Against Me» и «Criminal». |
| Cosmic Radiance               | Дата выпуска: Сентябрь 2011 Заголовок: «Be the brightest star in the universe» — «Будь самой яркой звездой во вселенной» - Для промо был изменён рекламный ролик Radiance |
| Fantasty Twist                | Дата выпуска: Сентябрь 2012 Заголовок: «Choose Your Fantasy» — «Выбери свою фантазию» - Два аромата в одном «Fantasy» и «Midnight Fantasy» - Для промо был снят рекламный ролик |
| Island Fantasy                | Дата выпуска: Апрель 2013 Заголовок: «What’s your island fantasy?» — «Какая ваша островная фантазия?» |
| Fantasy (Anniversary Edition) | Дата выпуска: октябрь 2013 - Перевыпуск аромата Fantasy в новой упаковке в честь десятилетия запуска парфюмерной линии |
| Fantasy The Nice Remix        | Дата выпуска: февраль 2014 |
| Fantasty The Naughty Remix    | Дата выпуска: февраль 2014 |
| Fantasy Stage Edition         | Дата выпуска: 2014 год - Перевыпуск аромата Fantasy в новой упаковке стилизованной под легендарное выступление с Бритни Спирс с питоном на MTV VMA 2001 |
| Rocker Femme Fantasy          | Дата выпуска: 2015 - Для промо был снят рекламный ролик |
| Fantasy Exclusive For Renner  | Дата выпуска: 2015 - Переиздание аромата Fantasy только на территории Бразилии. |
| Fantasy Intimate Edition      | Дата выпуска: 2015 - Новый аромат линейки Fantasy стал дополнением к линии нижнего белья «The Intimate Collection by Britney Spears». - Для промо был снят рекламный ролик |
| Maui Fantasy                  | Дата выпуска: 2016 Заголовок: «Aloha from Hawaii — XOXO, Britney» — «Привет из Гавайи — Целую, Бритни». |
| Private Show                  | Дата выпуска: 2016 Заголовок: «It’s your private show» — «Это твое личное шоу» - На создание аромата Бритни вдохновила одноименная песня с альбома «Glory». - Для промо был снят рекламный ролик |
| Fantasy in bloom              | Дата выпуска: 2017 - «Парфюм года» по версии Hollywood Beauty Awards 2018 - Один из самых продаваемых ароматов Бритни |
| VIP Private Show              | Дата выпуска: 2017 Заголовок: «It’s your private show» — «Это твое личное шоу» - Для промо был изменим рекламный ролик Private Show |
| Sunset Fantasy                | Дата выпуска: 2017 |
| Prerogative                   | Дата выпуска: Июль 2018 - Первый автомат унисекс - Аромат поступил в продажу сразу после запуска турне «Britney Spears: Piece of me» 2018 года. - Для промо был снят рекламный ролик |
| Rainbow Fantasy               | Дата выпуска: Январь 2019 Заголовок: "What color is your fantasy?" - "Какого цвета твоя фантазия?" |
| Prerogative Rave              | Дата выпуска: Лето 2019 - Автомат унисекс |
| Glitter Fantasy               | Дата выпуска: Январь 2020 |

## Одежда

### Candie’s (2009—2010)
C 2009 по 2010 года Бритни начинает сотрудничать с брендом одежды Candie’s. Являясь лицом рекламной кампании, Бритни, выпускает свою коллекцию повседневной одежды. Активная промо кампания была развернута по всей Америке, баннеры, реклама в журналах, сайтах и промо ролики. Небольшой скандал случился позже когда мисс Спирс, разрешила опубликовать неотретушированное сники с фотосессии для рекламы. Критики восприняли не однозначно. Одни хвалили Бритни за смелость и хорошую фигуру, другие же наоборот критиковали. Плодами сотрудничества стала обложка известного журнала «Cosmopolitan» августа 2010 года, где Бритни позирует в одежде бренда. Многие издания за всё время сотрудничества с компанией хвалили Спирс за прекрасный внешний вид. Так же в клипе на песню «Radar» можно увидеть одежду из коллекции.

### The intimate collection by Britney Spears (2014—2015)
Интимная коллекция от Бритни Спирс выпущена 9 сентября 2014 в Канаде и США и 26 сентября 2014 в Европе.
Презентация состоялась 9 сентября 2014 на эксклюзивном мероприятии в Нью Йорке в публичной библиотеке. Бритни попробовала себя в роли дизайнера нижнего белья. Коллекция включает в себя женские наборы белья, вдохновленные винтажными бюстье и кимоно, а также спокойную домашнюю одежду, такую как шорты, топы и прочее.
"Каждая женщина должна чувствовать себя уверенной и красивой во всем, что одевает. Мое видение для «The Intimate Collection» заключается в создании вещей, которые сексуальны, роскошны и удобны в то же время. Я очень рада представить эту коллекцию, потому что уверена, что мы делаем то, что нужно, — сказала Спирс.
В поддержку запуска коллекции было запущена огромная промо кампания, фотосессия и промо ролики. Нижнее белье можно было купить на официальном сайте или в сети магазинов бренда CHANGE.
Презентации так же прошли на неделе моды в Лондоне 23 сентября, 24 сентября в Варшаве, 25 сентября в Германии и 26 сентября в Норвегии. Фанаты и приглашенные гости были в восторге от Бритни и её началу как дизайнера.
Следующие обновление было в 2015 году в коллекции весна-лето с коллекцией «Elvira» и выпуск аромата Fantasy Intimate edition.

### Kenzo(2018)
В начале 2018 года Бритни объявила о работе над секретным проектом, но на этот раз в качестве модели. В сеть начали утекать некоторые фотографии в плохом качестве. 20 марта 2018 года Kenzo выбрала Бритни Спирс лицом новой коллекции под названием «La Collection Memento No. 2». Коллаборация, сопровождавшаяся хештегом #KenzoLovesBritney, включила в себя много женской и мужской одежды из денима. Обширное промо можно было заметить в разных городах и брендированных магазинах.

### Официальный интернет магазин (2018)
В августе 2018 года, на официальном сайте появилась Бритни, появилась информация об открытии нового интернет магазина. В сентябре появились первые товары: одежда, аксессуары и парфюмерия.
К 20 летию выхода дебютного альбома "...Baby one more time" в декабре стал доступен мерчандайзинг в стиле альбома, виниловые пластинка, аксессуары и одежда. К январю 2019 почти вся коллекция была продана.